# BelAZ-7822
| BelAZ-7822                   | BelAZ-7822                              |
| Ein Belaz-78221 in Venezuela | Ein Belaz-78221 in Venezuela            |
| ---------------------------- | --------------------------------------- |
| Hersteller:                  | BelAZ                                   |
| Leermasse:                   | 54.000 kg                               |
| Gesamtgewicht:               | 64.000 kg                               |
| Länge / Breite / Höhe:       | 11.640 mm / 3.900 mm / 4.150 mm         |
| Leistung:                    | 360 kW (490 PS) oder 312,5 kW (425 PS)  |
| Hubraum:                     | 18,9 l (Cummins Engine), 17,24 l (JaMZ) |
| Bauart:                      | 6-Zylinder-Reihenmotor                  |
| Motorbezeichnung:            | JaMZ-8424.10-06 oder KTA 19-C           |
| Tankinhalt:                  | 715 l (Dieselkraftstoff)                |
| Motorenhersteller:           | Jaroslawski Motorny Sawod und Cummins   |
| Fahrgeschwindigkeit:         | max. 40 km/h                            |

Der BelAZ-7822 (russisch БелАЗ-7822) ist ein schwerer Radlader des weißrussischen Maschinenbauers BelAZ. Er wird im Hauptwerk in Schodsina bei Minsk hergestellt. Das Fahrzeug wurde in den 1990er-Jahren entworfen und wird bis heute in Serie produziert.

## Technik
Mit seiner Leermasse von rund 54 Tonnen zählt der BelAZ-7822 zu den schwereren Radladern im Lieferprogramm des Herstellers. Er ist entweder mit einem wassergekühlten JaMZ-8424.10-06-Dieselmotor des russischen Herstellers JaMZ (Modell BelAZ-7822) oder mit einem ebenfalls wassergekühlten KTA 19-C-Dieselmotor des US-Herstellers Cummins Engine (Modell BelAZ-78221) ausgestattet. Für den weltweiten Export wird hauptsächlich die Variante BelAZ-78221 mit dem US-Motor angeboten.
Die Lenkung des Radladers erfolgt durch Knicklenkung. Das Gelenk befindet sich etwa in der Mitte der Maschine und wird hydraulisch durch zwei doppelt wirkende Hydraulikzylinder betätigt. Der Fahrer sitzt hierbei auf dem Hinterwagen. Die Fahrerkabine ist elastisch gelagert und mit serienmäßiger Klimaanlage sowie Umluftfilter ausgestattet.
Die Arbeitsausrüstung umfasst eine 3,9 m breite Standardladeschaufel für Schüttgüter, die bis zu 6 m³ bzw. zehn Tonnen fassen kann. Das Anheben bei maximaler Füllung zum Höchststand dauert 8,5 s, das Absenken der leeren Schaufel 5,5 s. Die Auskippdauer gibt der Hersteller mit 6,5 s an. Der Hubrahmen ist in Z-Kinematik mit zwei Hydraulikzylindern ausgeführt.
Der Radlader kommt für den konventionellen Tiefbau weniger infrage, dafür in der Umschlagtechnik in Bahnanlagen und im Tagebau für das Befüllen von Muldenkippern.